# Càmera de seguretat falsa

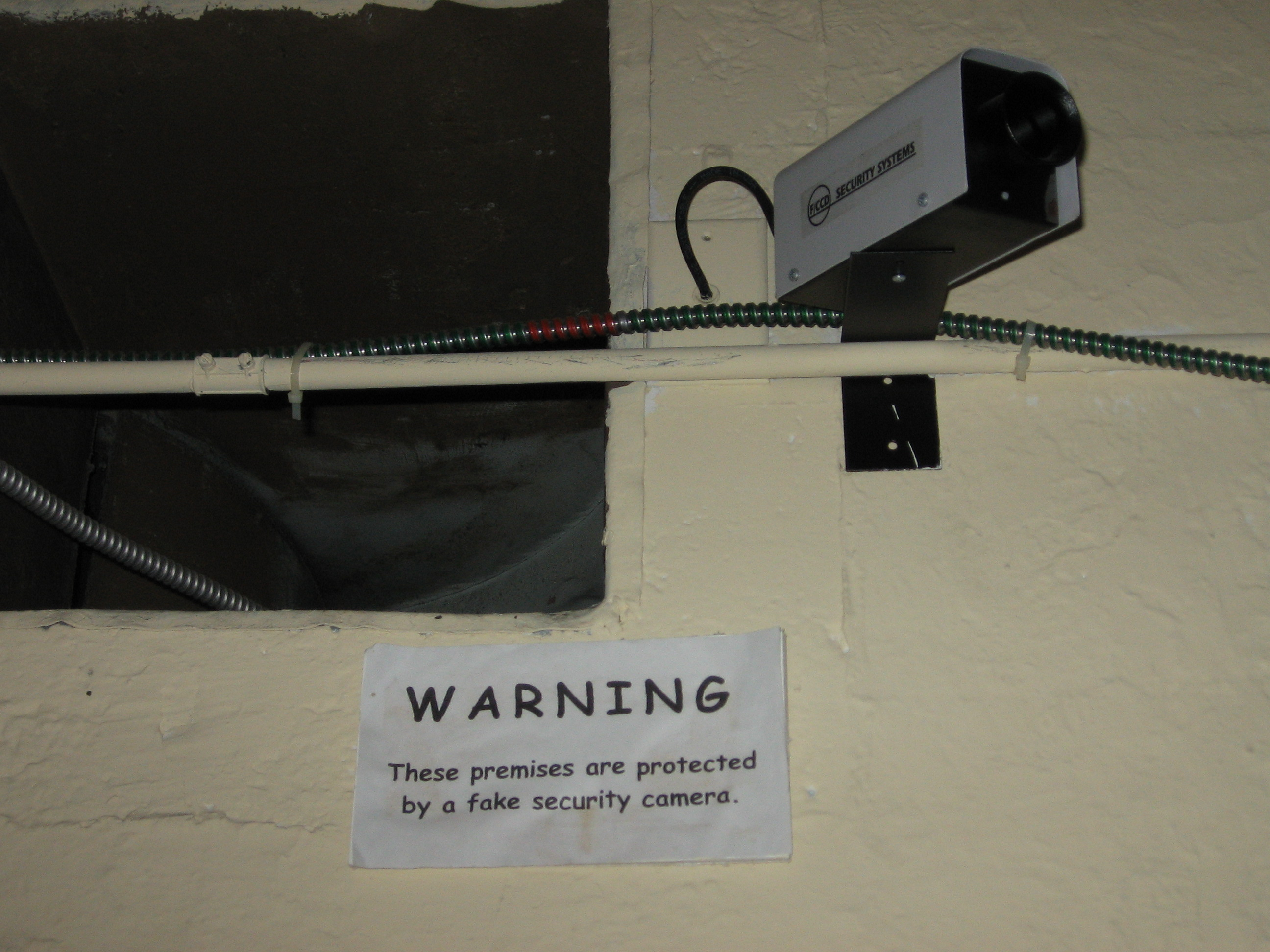
Càmera de seguretat falsa al Museu d'Art Dolent.

Les càmeres de seguretat falses (o càmeres ximples, càmeres simulades, o càmeres de cimbell) és una vigilància no funcional basada en càmeres dissenyades per enganyar a intrusos, o qualsevol que presumptament estigui mirant. Aquestes càmeres són intencionadament col·locades en un lloc destacat, així quan passen les persones poden notar visiblement la seva presència i creuen l'àrea pensant que són controlades pel circuit tancat de televisió.
Les càmeres de seguretat de falsificació més barates poden ser reconegudes per no tenir ni una lent real (o que l'"objectiu" sigui només una peça opaca de plàstic). Altres càmeres falses inclouen models reals trencats, sensors de moviment transformats en càmeres, o carcasses de càmera buides. Poden tenir llums i flaix, o un motor per simular moviment; l'antiguitat de la càmera pot ser un indicatiu que aquesta pugui ser una falsificació.